# Drosera microscapa
Drosera microscapa ist eine fleischfressende Pflanze aus der Gattung Sonnentau (Drosera). Sie gehört zur Gruppe der sogenannten Zwergsonnentaue und ist im südwestlichen Australien heimisch.

## Beschreibung
Drosera microscapa ist eine mehrjährige, krautige Pflanze. Diese bildet eine dicht am Boden liegende, rosettenförmige Knospe aus horizontalen Blättern mit einem Durchmesser von etwa 1,5 cm. Die Sprossachse ist kurz und mit nur mit wenigen oder gar keinen welken Blättern der Vorsaison bedeckt.
Die Nebenblätter sind durchscheinend weiß und dreilappig. Im Unterschied zu Drosera occidentalis sind die äußeren Lappen keilförmig, in zwei tiefe, gleich lange Zipfel geteilt und der mittlere Lappen tief in zwei schmalkeilförmige Endzipfel geteilt.
Die Blattspreiten sind kreisrund, schüsselartig vertieft und 1 – 1,5 mm im Durchmesser. Die längeren, bis zu 1,2 mm langen, keilförmigen und tiefroten Tentakeldrüsen befinden sich am Rand, kürzere, rundgestielte im Inneren. Auf der Unterseite befinden sich einige Drüsen. Die Blattstiele sind bis zu 3 – 5 mm lang, 0,4 – 0,5 mm dick und verjüngen sich bis zur Blattspreite. Sie sind rund und völlig unbehaart.
Blütezeit ist in Mitteleuropa (Kultur) Mai bis Juni. Die zwei bis vier aufrechten Blütenstände sind 5 bis 7 mm lang, mit nur wenigen Drüsen besetzt, schwach rötlich und nur im oberen Sechstel hellgrün. An jedem Schaft befindet sich nur eine Blüte. Die keilförmigen bis ovalen Kelchblätter sind grün, vorne spitz bis stumpf, 1,5 mm lang und an der Basis 0,5 – 1 mm breit. Die Oberfläche ist auf der Unterseite schwach mit Drüsen besetzt. Die 5 weißen, mit violett schimmernder Basis versehenen, Kronblätter sind länglich bis umgekehrt eiförmig, 1,5 mm lang und 0,5 – 1 mm breit. Sie sind mit kräftig violetten Adern durchzogen.
Die 3, 4 oder 5 aufrechten Griffel sind zitronengelb. Die Narben sind ebenfalls zitronengelb, länglich, stark nach innen gebogen und warzig.
Typisch für Zwergsonnentaue ist die Bildung von Brutschuppen. Drosera microscapa bildet nach der Sommerruhe viele winzige Brutschuppen. Genaue Maße sind nicht bekannt.

## Verbreitung, Habitat und Status
Drosera microscapa kommt nur auf einer kleinen Fläche im äußersten Südwesten Australiens vor. Hier gedeiht die Pflanze vor allem an der Südküste. Genaue Angaben zum Habitat wurden aus Naturschutzgründen bei der Erstbeschreibung nicht gegeben.

## Systematik
Drosera microscapa wurde von Paul Debbert nach den winzigen Blütenschäften benannt ("micro" = klein; "scapa" = Schaft).
Im Rahmen einer Neugliederung der Gattung Drosera senkte Jan Schlauer die Art auf den Rang einer Varietät von Drosera occidentalis ab, dieser Ansicht wird aber gemeinhin nicht gefolgt.